# Mompha sapporensis
Mompha sapporensis é uma espécie de mariposa do gênero Mompha pertencente à família Coleophoridae.